# Годутишковский район
Годутишковский район (бел. Гадуцішскі раён) — административно-территориальная единица в Белорусской ССР в январе — ноябре 1940 года, входившая в Вилейскую область.

## История
Годутишковский район с центром в селении Годутишки был образован в Вилейской области 15 января 1940 года Указом Президиума Верховного Совета СССР.
25 ноября 1940 года район был упразднён в связи с передачей части его территории Литовской ССР. Часть территории, которая отошла к Литве, вошла в состав Швенчионского уезда; часть, оставшаяся в Белорусской ССР (7 сельсоветов — Камайский, Магунский, Новосёлковский, Оцковичский, Полесский, Редутский, Старчунский), была передана в состав Поставского района.